# Heuilley-le-Grand
Ne doit pas être confondu avec Heuilley-Cotton.
Heuilley-le-Grand est une commune française, située dans le département de la Haute-Marne en région Grand Est.

## Géographie
|                 | Le Pailly         | Palaiseul                               |
| Heuilley-Cotton | Heuilley-le-Grand | Violot                                  |
|                 | Chassigny         | Saint-Broingt-le-Bois, Rivières-le-Bois |

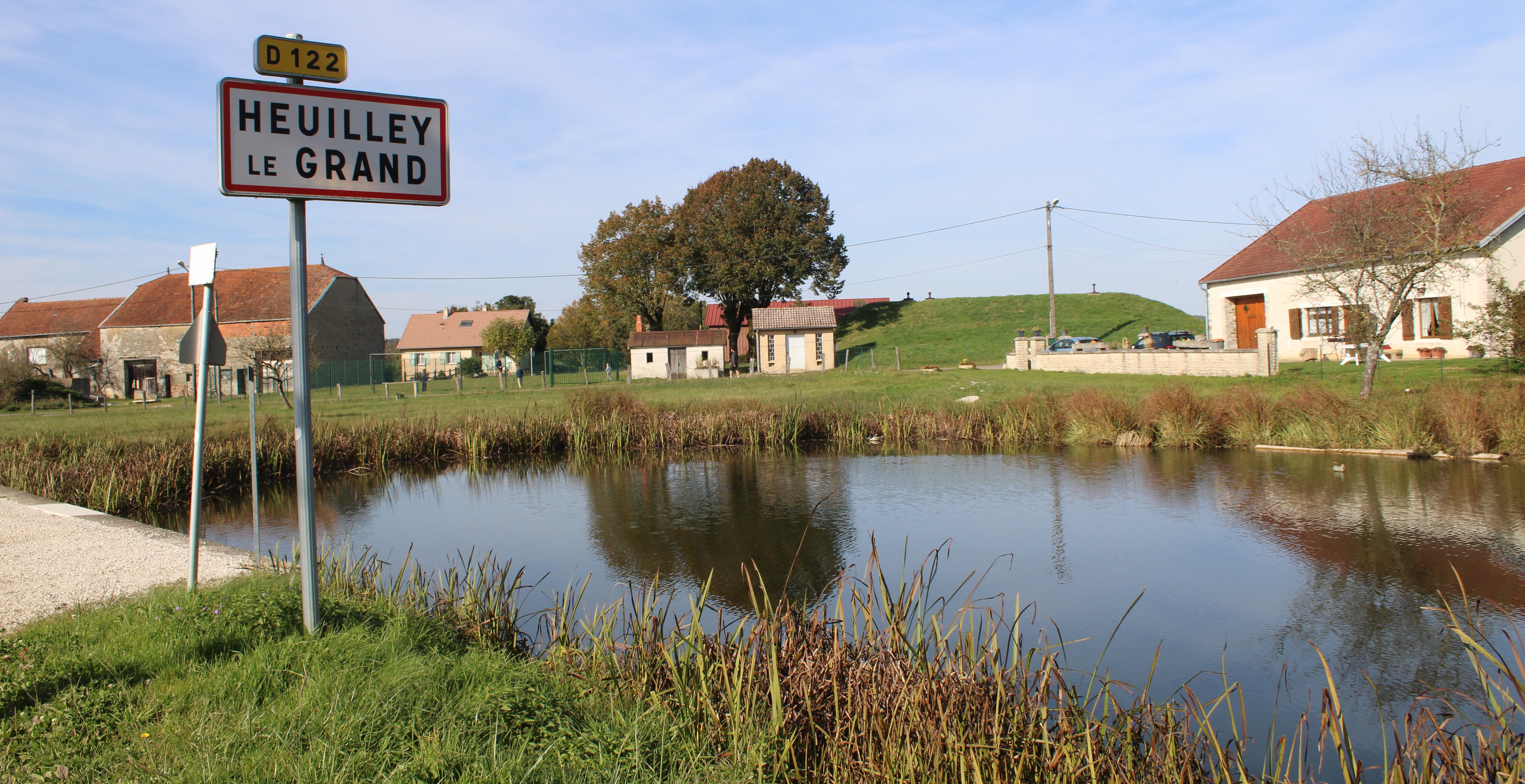
Entrée du village et l'étang.

Le terroir de la commune est traversé au nord par la ligne de chemin de fer d'Is-sur-Tille à Culmont - Chalindrey.

### Hydrographie
La commune est dans le bassin versant de la Saône au sein du bassin Rhône-Méditerranée-Corse. Elle est drainée par le ru de Chassigny, la Flasse, le ru le Premier Ruisseau et le ruisseau Saint-Hubert.
Le ru de Chassigny, d'une longueur de 11 km, prend sa source dans la commune de Noidant-Chatenoy et disparaît en milieu souterrain  à Dommarien, après avoir traversé six communes. 

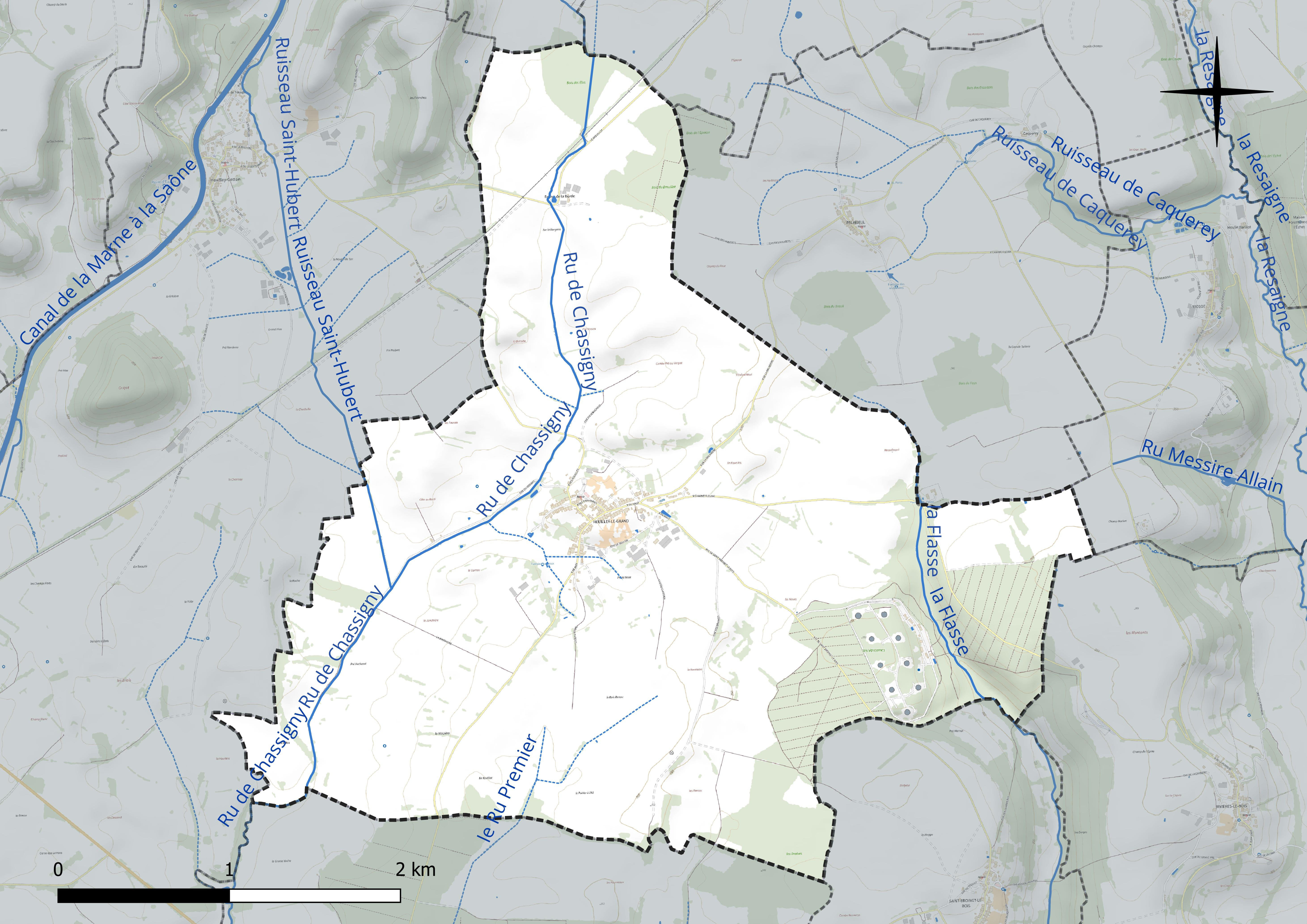
Réseau hydrographique d'Heuilley-le-Grand.

### Climat
Pour des articles plus généraux, voir Climat du Grand Est et Climat de la Haute-Marne.
En 2010, le climat de la commune est de type climat des marges montargnardes, selon une étude du Centre national de la recherche scientifique s'appuyant sur une série de données couvrant la période 1971-2000. En 2020, Météo-France publie une typologie des climats de la France métropolitaine dans laquelle la commune est exposée à un climat océanique altéré et est dans la région climatique  Lorraine, plateau de Langres, Morvan, caractérisée par un hiver rude (1,5 °C), des vents modérés et des brouillards fréquents en automne et hiver. 
Pour la période 1971-2000, la température annuelle moyenne est de 9,9 °C, avec une amplitude thermique annuelle de 17,2 °C. Le cumul annuel moyen de précipitations est de 873 mm, avec 12,4 jours de précipitations en janvier et 8,2 jours en juillet. Pour la période 1991-2020, la température moyenne annuelle observée sur la station météorologique de Météo-France la plus proche, « Coublanc », sur la commune de Coublanc à 9 km à vol d'oiseau, est de 10,9 °C et le cumul annuel moyen de précipitations est de 926,7 mm. 
La température maximale relevée sur cette station est de 41 °C, atteinte le 25 juillet 2019 ; la température minimale est de −26 °C, atteinte le 9 janvier 1985,,. 
Les paramètres climatiques de la commune ont été estimés pour le milieu du siècle (2041-2070) selon différents scénarios d'émission de gaz à effet de serre à partir des nouvelles projections climatiques de référence DRIAS-2020. Ils sont consultables sur un site dédié publié par Météo-France en novembre 2022.

## Urbanisme

### Typologie
Au 1er janvier 2024, Heuilley-le-Grand est catégorisée commune rurale à habitat dispersé, selon la nouvelle grille communale de densité à sept niveaux définie par l'Insee en 2022.
Elle est située hors unité urbaine. Par ailleurs la commune fait partie de l'aire d'attraction de Langres, dont elle est une commune de la couronne,. Cette aire, qui regroupe 77 communes, est catégorisée dans les aires de moins de 50 000 habitants,.

### Occupation des sols
L'occupation des sols de la commune, telle qu'elle ressort de la base de données européenne d’occupation biophysique des sols Corine Land Cover (CLC), est marquée par l'importance des territoires agricoles (81,8 % en 2018), une proportion sensiblement équivalente à celle de 1990 (82,6 %). La répartition détaillée en 2018 est la suivante : 
prairies (69,6 %), forêts (13 %), terres arables (12,1 %), zones urbanisées (3,1 %), zones industrielles ou commerciales et réseaux de communication (2,2 %), zones agricoles hétérogènes (0,1 %). L'évolution de l’occupation des sols de la commune et de ses infrastructures peut être observée sur les différentes représentations cartographiques du territoire : la carte de Cassini (XVIIIe siècle), la carte d'état-major (1820-1866) et les cartes ou photos aériennes de l'IGN pour la période actuelle (1950 à aujourd'hui).

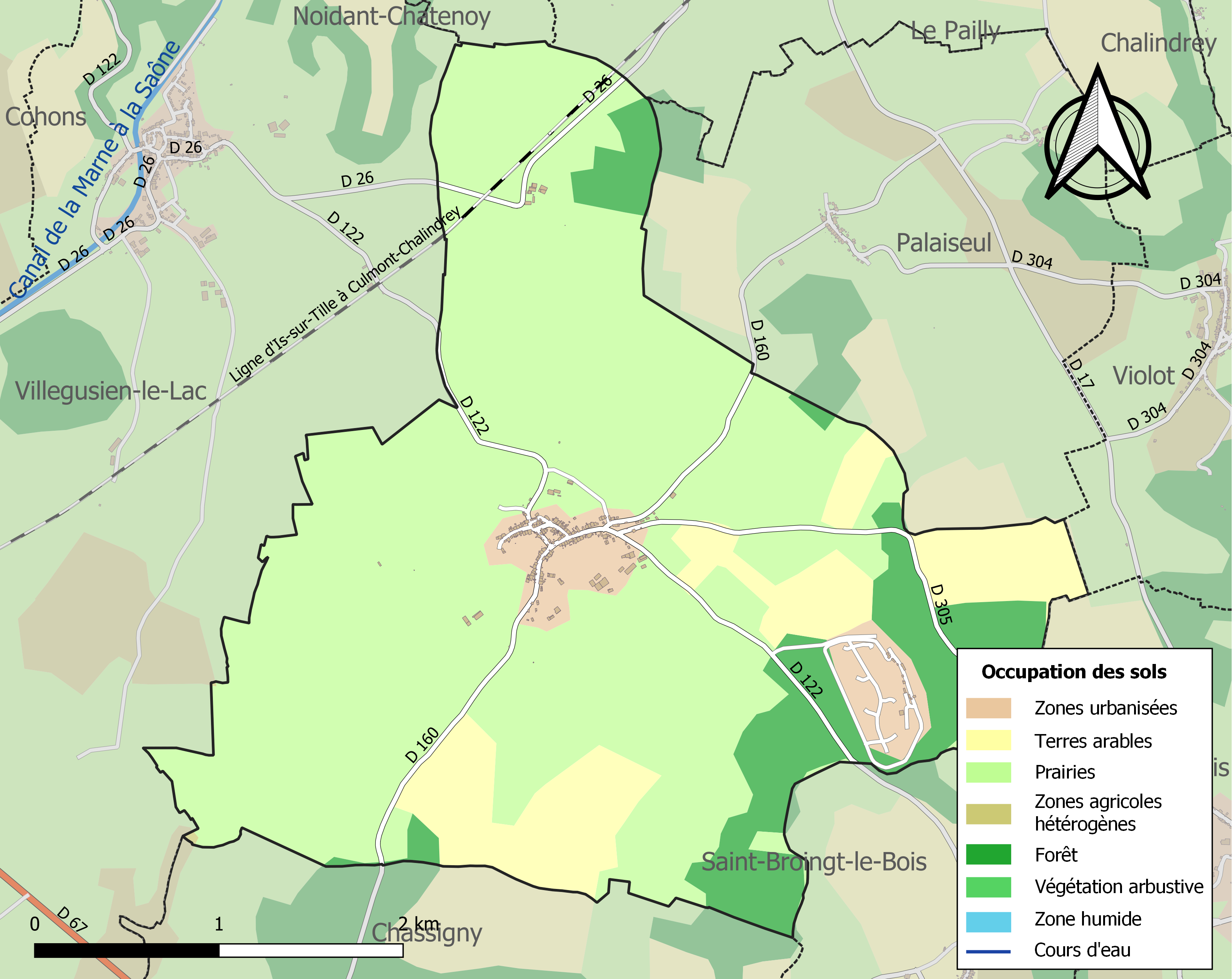
Carte des infrastructures et de l'occupation des sols de la commune en 2018 (CLC).

## Toponymie
Heuilley-le-Grand semble résulter du démembrement d’un ancien domaine gallo-romain, Ulliacus, en deux paroisses, Heuilley-le-Grand et Heuilley-Cotton. L’origine du village ne paraît pas antérieure au XIIIe siècle. 
Le nom de la localité est attesté sous les formes Uleium Magnum (1202) ; Eulleyum Magnum (1331) ; Heuylleium Magnum (XIVe siècle) ; Ulleyum Magnum (1436) ; Eulley le Grant (1462) ; Eully Major (1498) ; Heuilley-le-Grand (1675) ; Heuillé le Grand (1732) ; Heulley-le-Grand (1770).

Homonyme de Heuilley, Huillé, Huilly, Euilly, Œuilly, etc.

## Histoire
|  |  |

La carte de Cassini ci-dessus montre qu'au XVIIIè siècle, Heuilley-le-Grand est une paroisse.

Au nord, le ferme de La Borde existe encore de nos jours à proximité de la ligne de chemin de fer.

Au nord, Le Moulin d'Heuilley, en pierre, es taujourd'hui disparu.

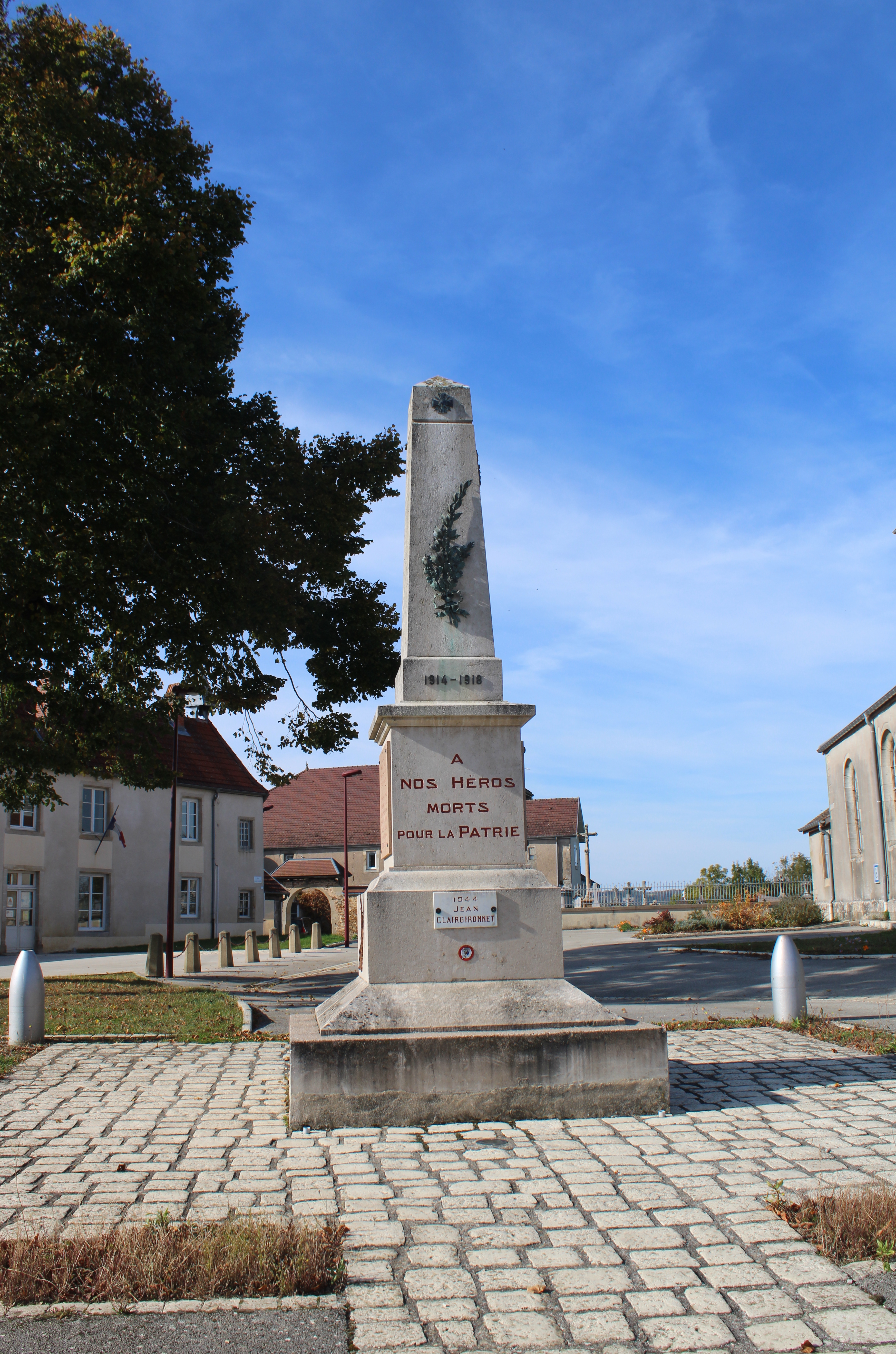
Le Monument aux morts.

## Politique et administration

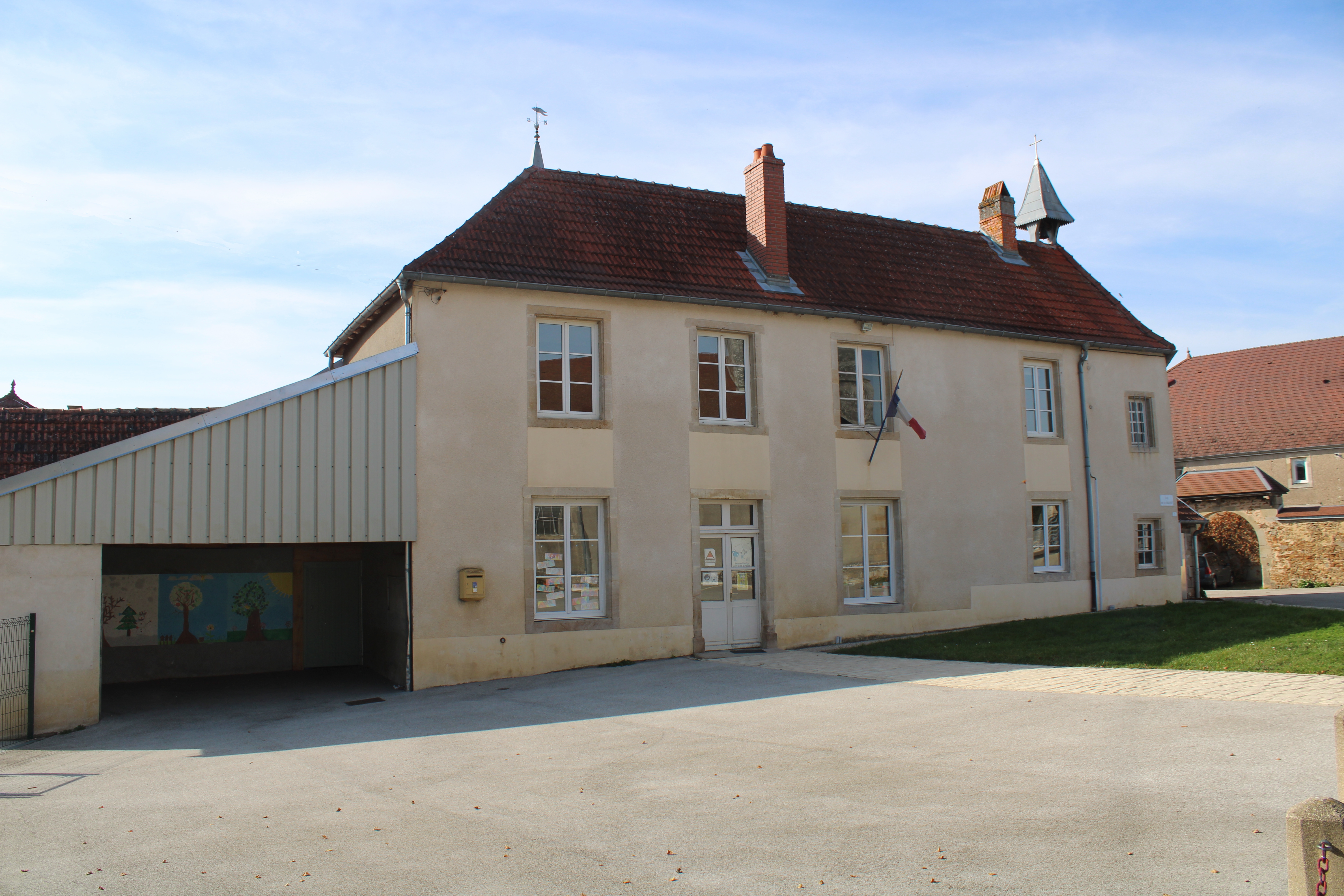
La mairie et l'école.

Heuilley-le-Grand a fait partie de Hauts-Vals-sous-Nouroy de 1972 à 1992.

### Liste des maires
| Période                                  | Période  | Identité      | Étiquette | Qualité |
| ---------------------------------------- | -------- | ------------- | --------- | ------- |
| Les données manquantes sont à compléter. |          |               |           |         |
| mars 2001                                |          | Serge Forgeot |           |         |
| mars 2008                                | En cours | Michel Gérard |           |         |

## Population et société

### Démographie
L'évolution du nombre d'habitants est connue à travers les recensements de la population effectués dans la commune depuis 1793. Pour les communes de moins de 10 000 habitants, une enquête de recensement portant sur toute la population est réalisée tous les cinq ans, les populations de référence des années intermédiaires étant quant à elles estimées par interpolation ou extrapolation. Pour la commune, le premier recensement exhaustif entrant dans le cadre du nouveau dispositif a été réalisé en 2004.

En 2022, la commune comptait 190 habitants, en évolution de −12,44 % par rapport à 2016 (Haute-Marne : −4,62 %, France hors Mayotte : +2,11 %).
| 1793 | 1800 | 1806 | 1821 | 1831 | 1836 | 1841 | 1846 | 1851 |
| ---- | ---- | ---- | ---- | ---- | ---- | ---- | ---- | ---- |
| 503  | 562  | 559  | 555  | 601  | 588  | 545  | 534  | 558  |

| 1856 | 1861 | 1866 | 1872 | 1876 | 1881 | 1886 | 1891 | 1896 |
| ---- | ---- | ---- | ---- | ---- | ---- | ---- | ---- | ---- |
| 450  | 463  | 467  | 475  | 451  | 445  | 428  | 401  | 404  |

| 1901 | 1906 | 1911 | 1921 | 1926 | 1931 | 1936 | 1946 | 1954 |
| ---- | ---- | ---- | ---- | ---- | ---- | ---- | ---- | ---- |
| 407  | 364  | 348  | 301  | 290  | 274  | 290  | 281  | 246  |

| 1962 | 1968 | 1999 | 2004 | 2006 | 2009 | 2014 | 2019 | 2022 |
| ---- | ---- | ---- | ---- | ---- | ---- | ---- | ---- | ---- |
| 250  | 242  | 190  | 191  | 194  | 197  | 213  | 193  | 190  |

## Culture locale et patrimoine

### Galerie

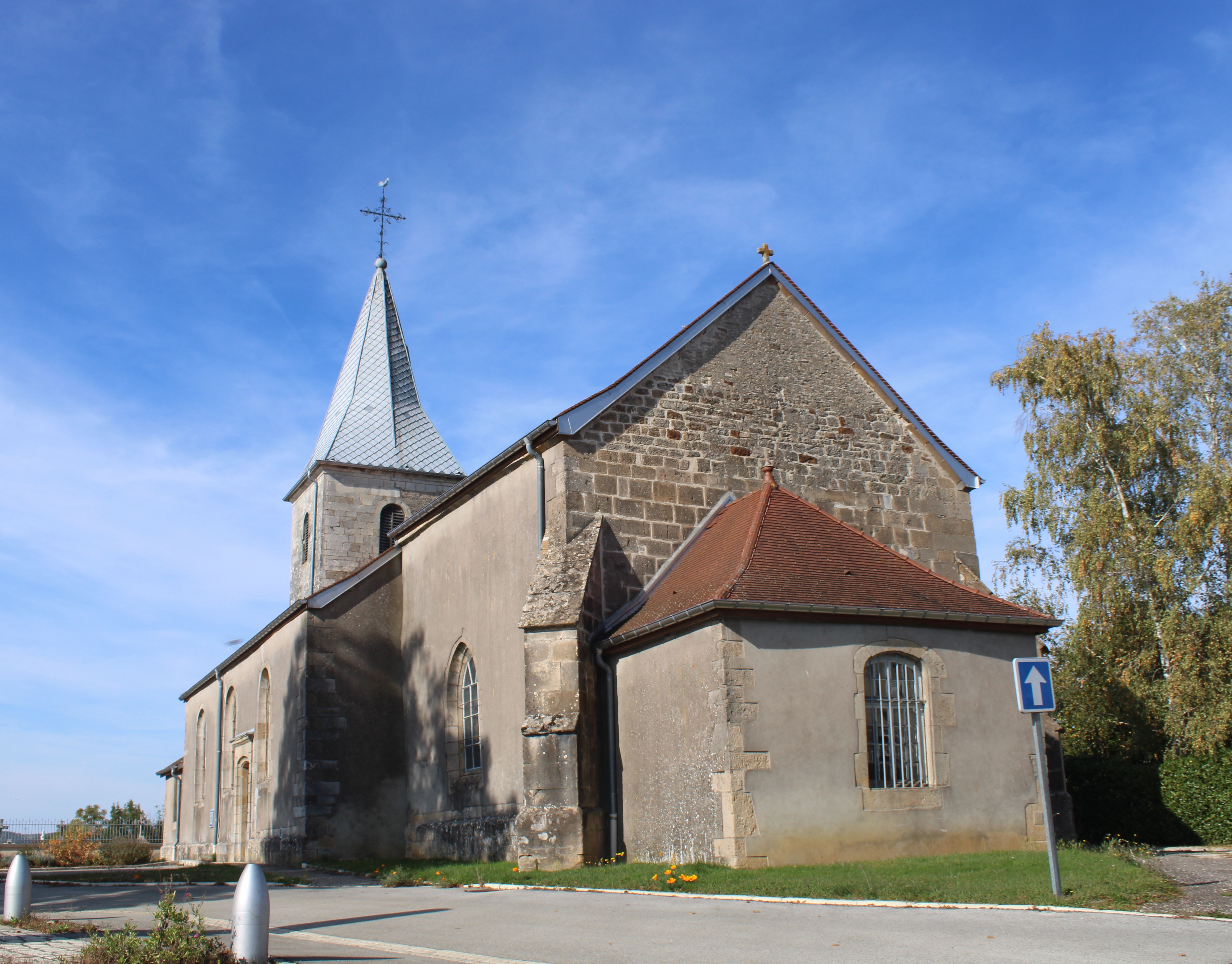
L'église.
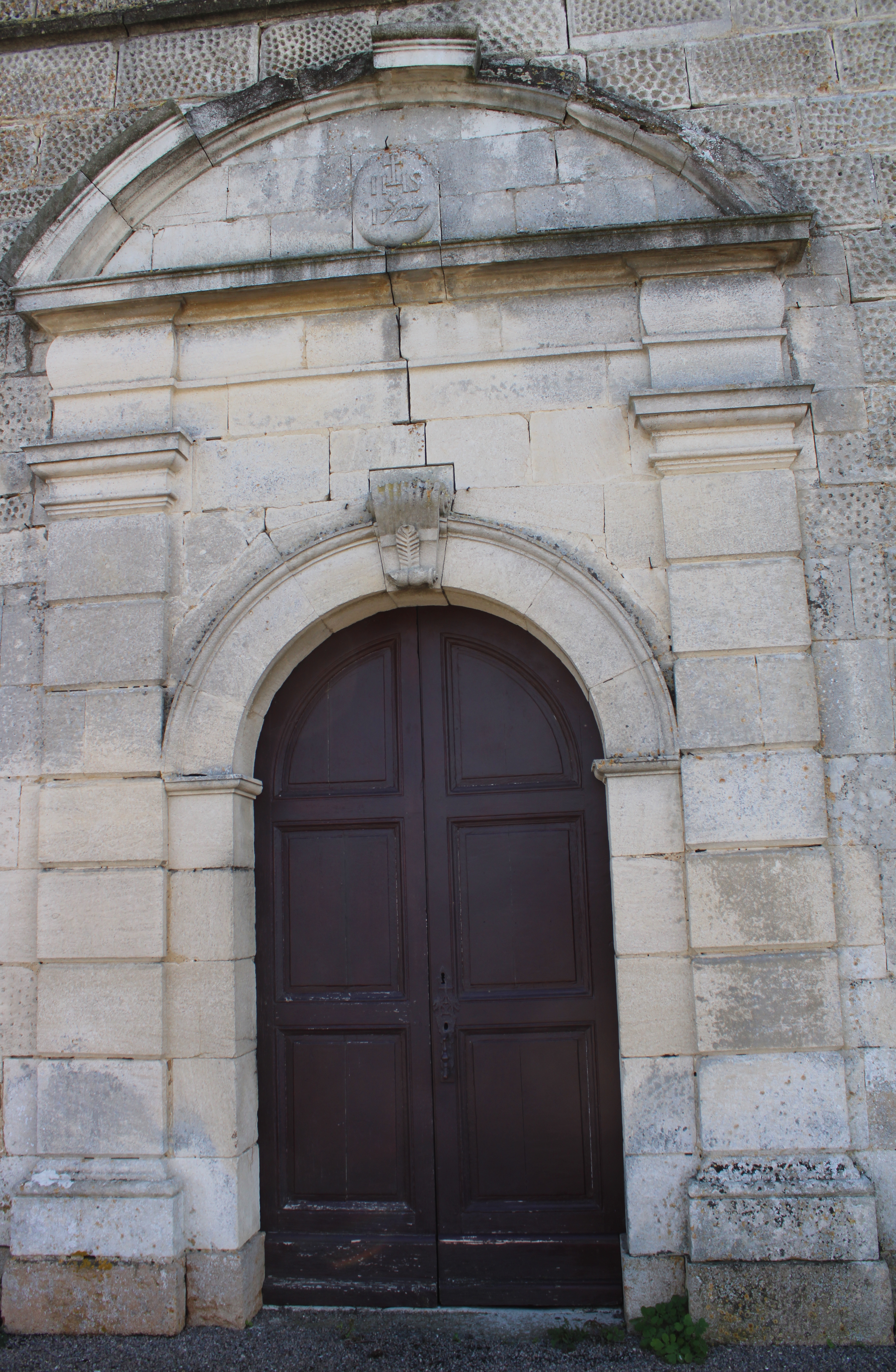
Porche de l'église daté de 1927.
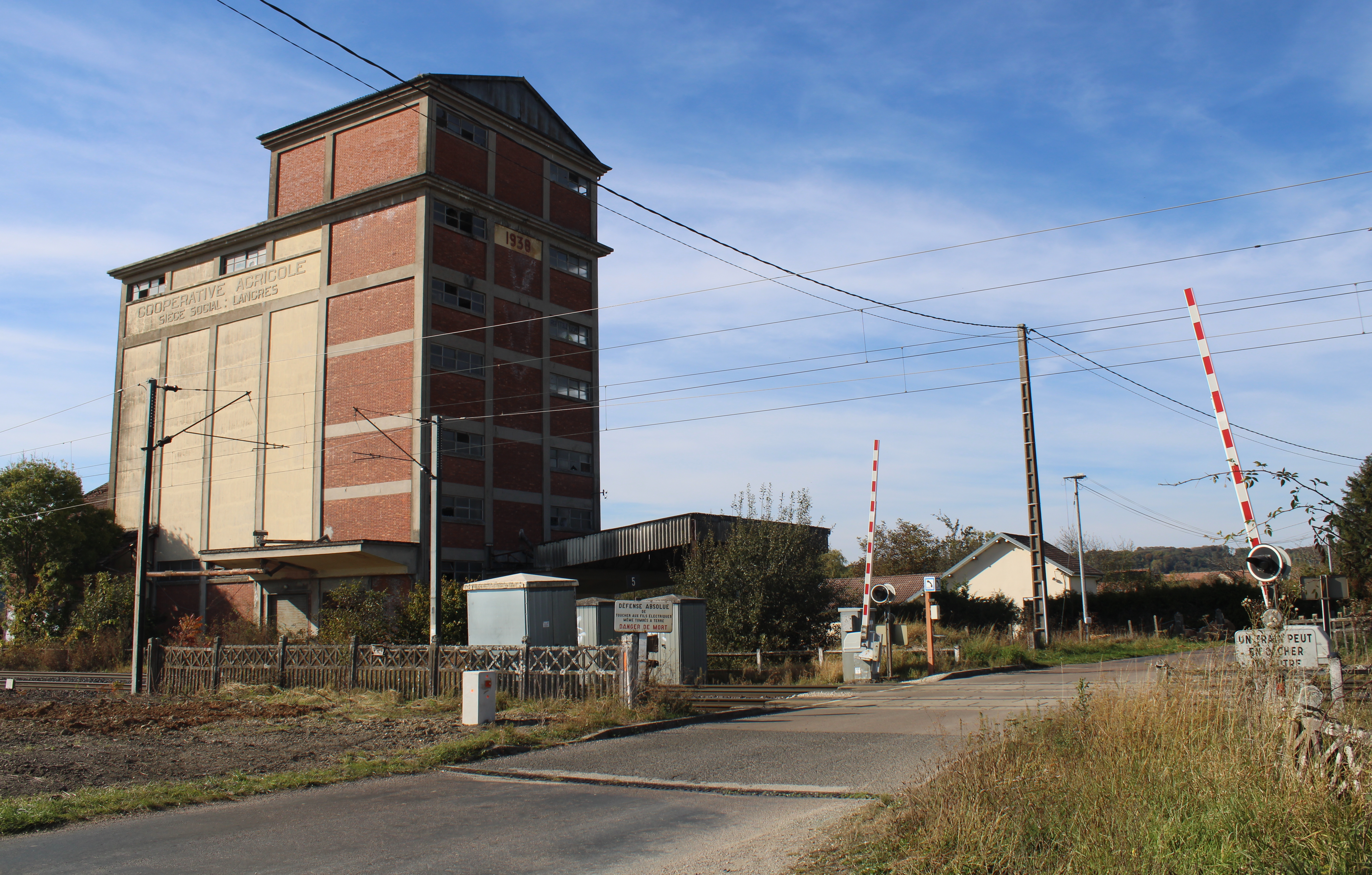
Le moulin et le passage à niveau.
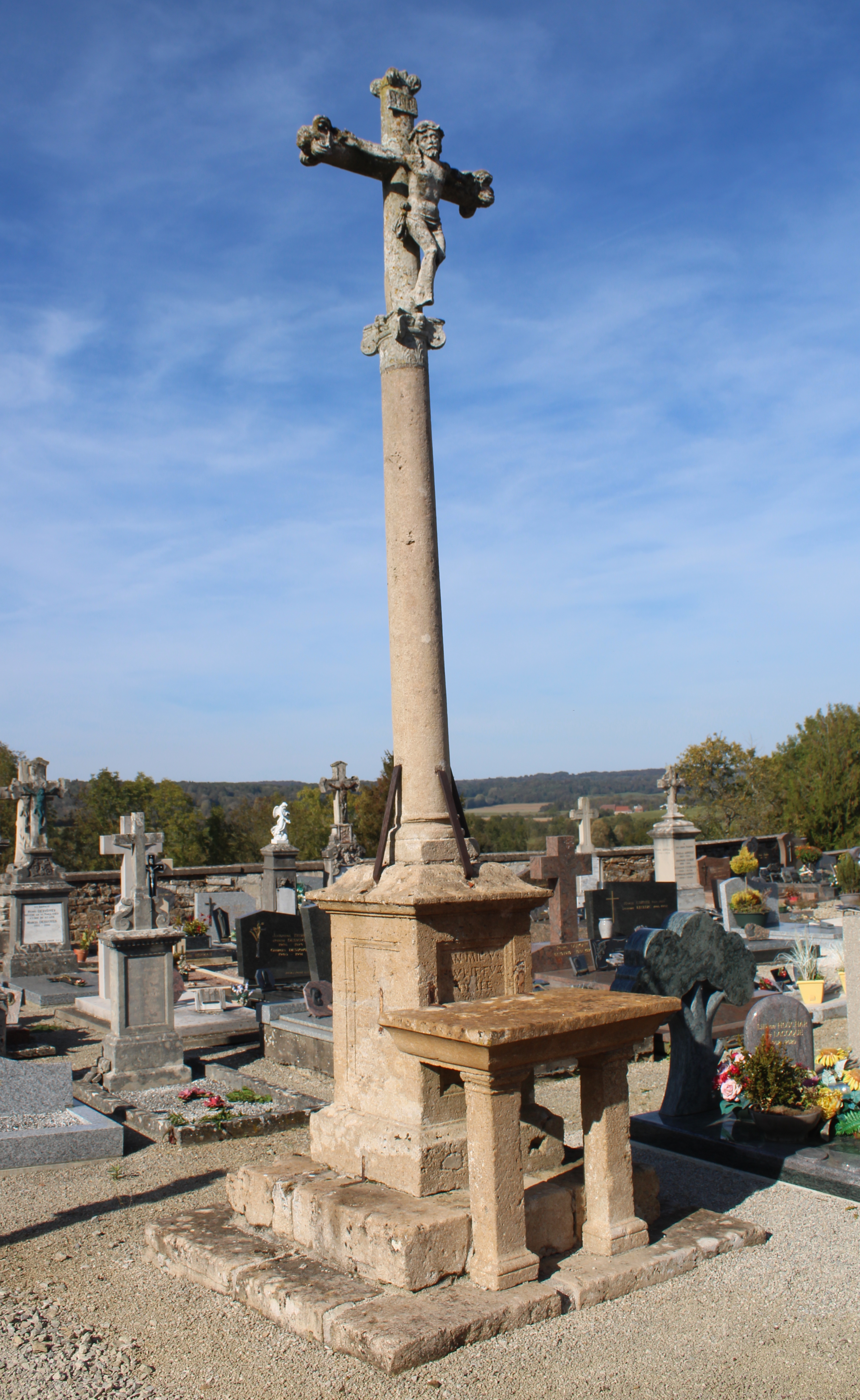
Le calvaire-autel du cimetière classé Monument Historique[19] en 1909.
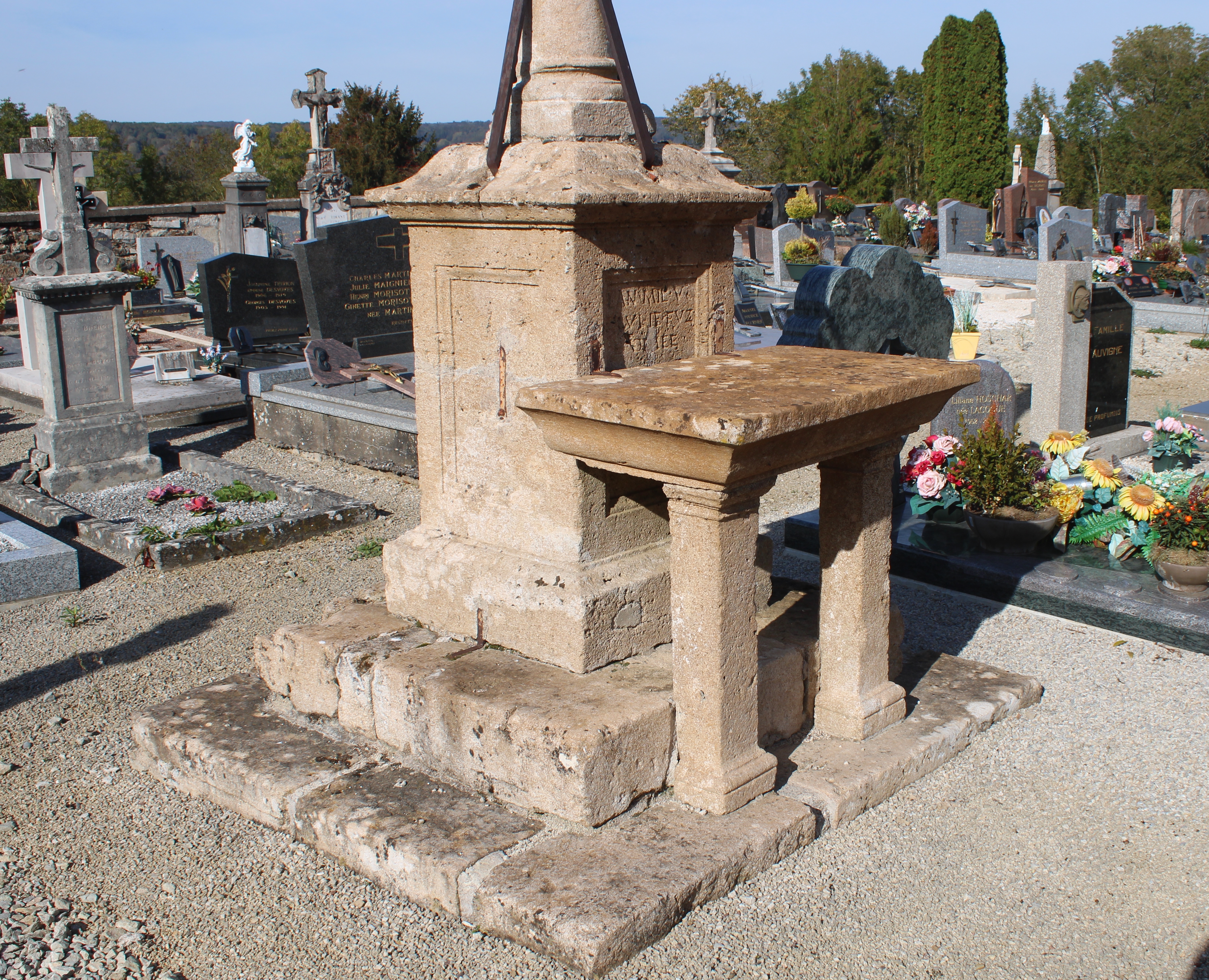
Détail du socle et de l'autel du calvaire.